# Argyrogena fasciolata
Argyrogena fasciolata là một loài rắn trong họ Colubridae. Loài này được Shaw mô tả khoa học đầu tiên năm 1802.

## Hình ảnh

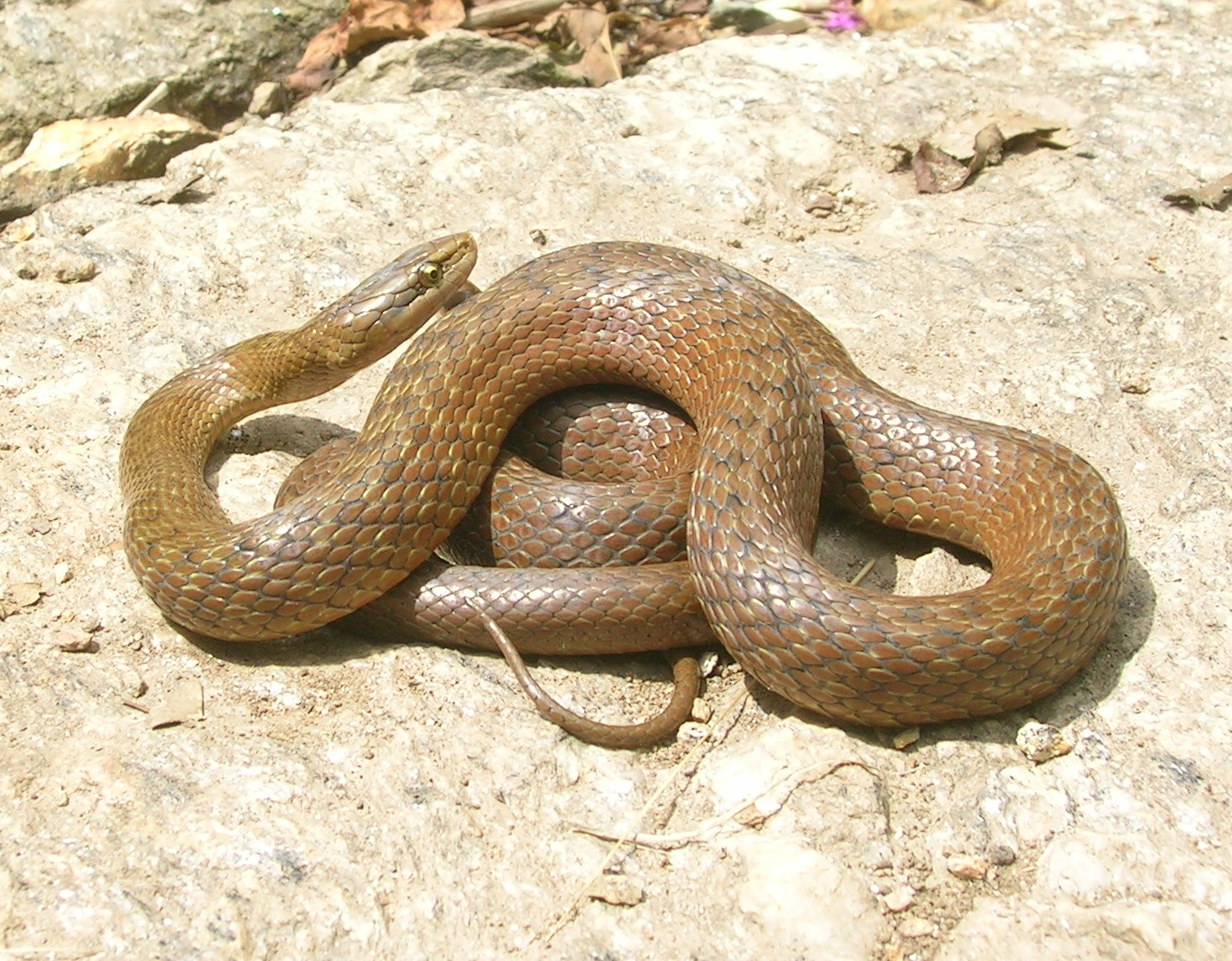
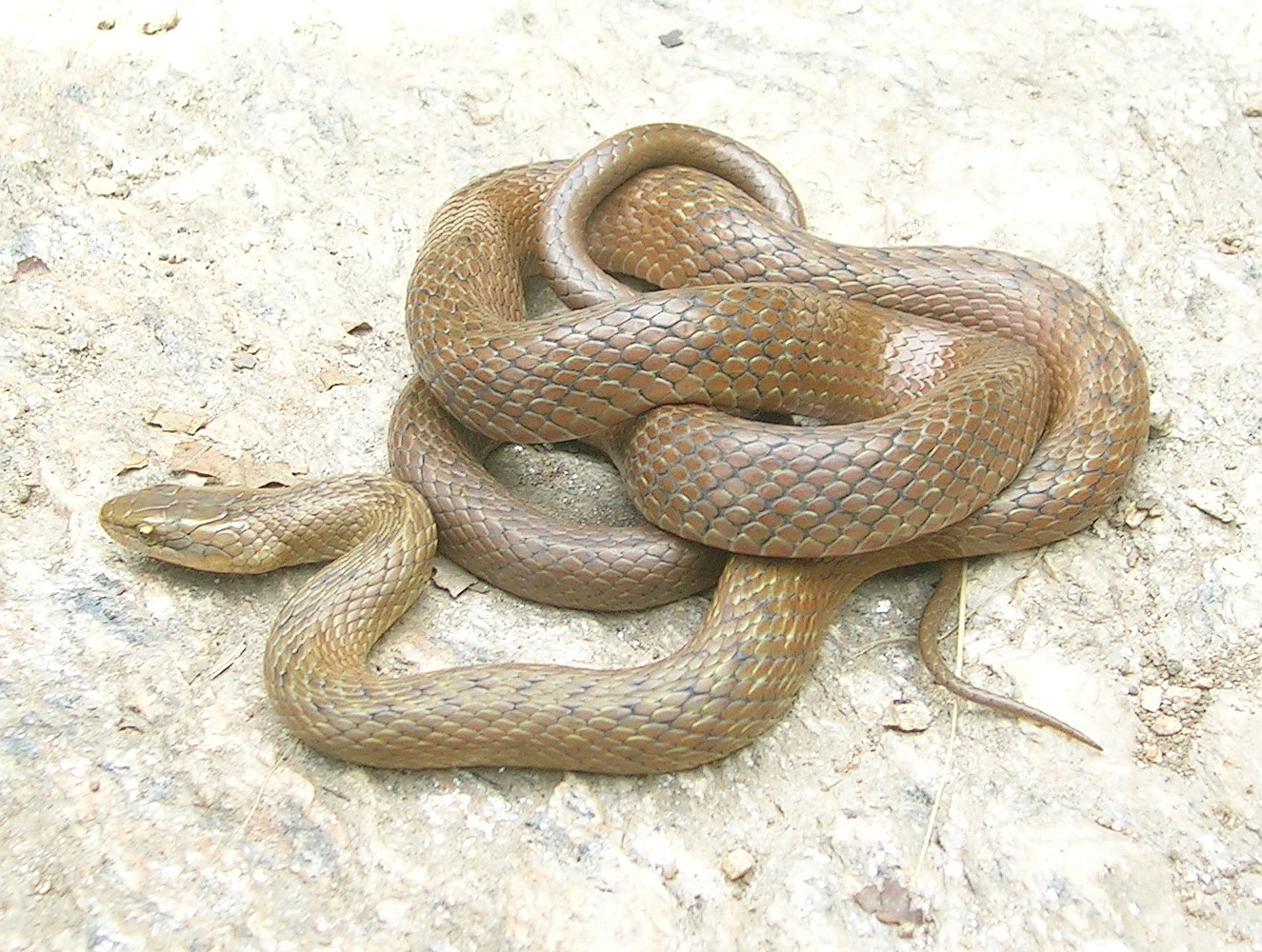